# Wirfin Obispo
Wirfin Y. Obispo (nacido el 26 de septiembre de 1984 en San Pedro de Macorís) es un lanzador dominicano de ligas menores que se encuentra en la organización de los Acereros de Monclova. Anteriormente, lanzó en el Liga Japonesa de Béisbol Profesional para los Yomiuri Giants de la Liga Central (2007-2010) y para los Hokkaido Nippon-Ham Fighters de la Liga del Pacífico (2011).

## Estadísticas en la Liga Japonesa
- Ganados 6
- Perdidos 1
- Era 2.41
- Ponches 49

## Logros en la Liga Japonesa
- Campeón en la Serie de Japón 2009